# Бельгия на зимних Олимпийских играх 1992
Бельгия принимала участие в Зимних Олимпийских играх 1992 года в Альбервиле (Франция) в четырнадцатый раз за свою историю, но не завоевала ни одной медали. Сборную страны представляли 5 спортсменов: 1 женщина и 4 мужчин.

## Шорт-трек

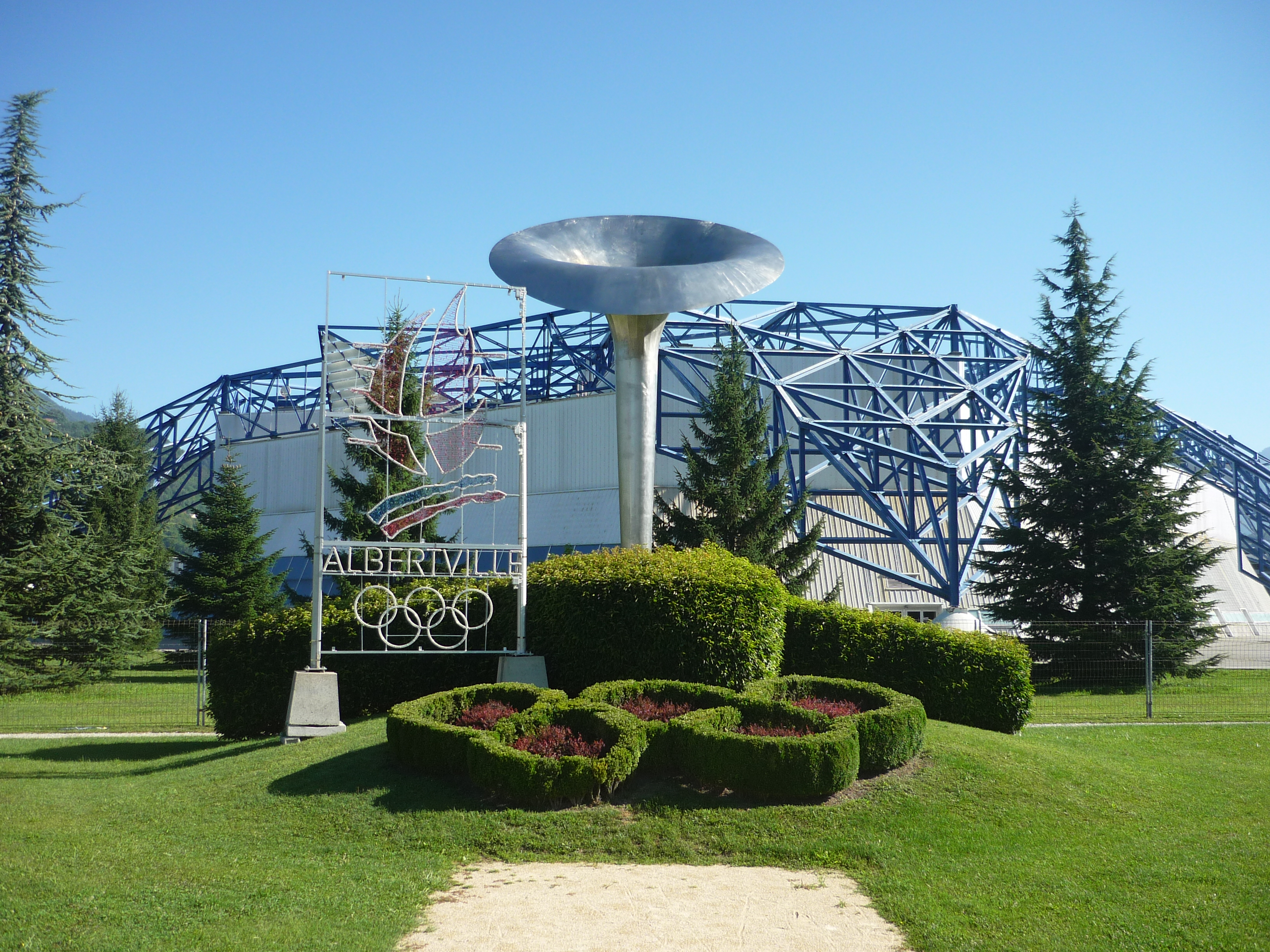
Олимпийский ледовый дворец в Альбервиле (фото 2013 года)

Медали в шорт-треке были разыграны на Олимпийских играх впервые в истории. На предыдущей зимней Олимпиаде, в Калгари, шорт-трек был демонстрационным видом.
Соревнования прошли с 18 по 22 февраля 1992 года в Олимпийском ледовом дворце в Альбервиле, построенном специально для Игр.
Мужчины
| Спортсмены                                               | Соревнование         | Отборочный раунд | Отборочный раунд | Четвертьфинал | Четвертьфинал | Полуфинал | Полуфинал | Финал     | Финал           |
| Спортсмены                                               | Соревнование         | Результат        | Место            | Результат     | Место         | Результат | Место     | Результат | Финальное место |
| -------------------------------------------------------- | -------------------- | ---------------- | ---------------- | ------------- | ------------- | --------- | --------- | --------- | --------------- |
| Бланшар, Герт                                            | 1000 метров          | 1:38.66          | 1 Q              | 1:34.83       | 2 Q           | 1:33.04   | 4 QB      | 1:36.28   | 6               |
| Ален де Рюйтер                                           | 1000 метров          | 1:34.18          | 2 Q              | 1:34.60       | 4             | Не прошёл | Не прошёл | Не прошёл | Не прошёл       |
| Герт Бланшар Ален де Рюйтер Герт Дежонге Франки Ванхурен | Эстафета 5000 метров |                  |                  | 8:32.51       | 3             | Не прошли | Не прошли | Не прошли | Не прошли       |

Женщины
| Спортсмены  | Соревнование | Отборочный раунд | Отборочный раунд | Четвертьфинал | Четвертьфинал | Полуфинал | Полуфинал | Финал     | Финал           |
| Спортсмены  | Соревнование | Результат        | Место            | Результат     | Место         | Результат | Место     | Результат | Финальное место |
| ----------- | ------------ | ---------------- | ---------------- | ------------- | ------------- | --------- | --------- | --------- | --------------- |
| Беа Пинтенс | 500 метров   | 48.98            | 2 Q              | 48.49         | 4             | Не прошла | Не прошла | Не прошла | Не прошла       |